# Революція на траві
Революція на траві або Студентська революція на траві — протести студентів, їхніх батьків, викладачів та інших мешканців Сум у травні—серпні 2004 року проти об'єднання трьох вишів міста — СумДУ, СДПУ ім. Макаренка та СНАУ — в один. Закінчилися перемогою протестувальників, а саме скасуванням Президентом України Леонідом Кучмою свого указу про об'єднання. Революцію на траві вважають успішною кампанією, яка стала прикладом для активістів, що організовували Помаранчеву революцію.